# Steef van Schaik
Ir. Theodorus Stephanus Gerardus Johannes Marie (Steef) van Schaik (Druten, 8 december 1888 - Arnhem, 10 september 1968) was een Nederlands politicus.
Van Schaik was een katholieke ondernemer en minister. Hij maakte carrière bij de Algemene Kunstzijde Unie in Arnhem. Hij werd als technocraat minister van Verkeer en Energie in het kabinet-Schermerhorn-Drees. Hij had toen de moeilijke taak de zwaar gehavende infrastructuur en de brandstofvoorziening te herstellen. Hij werd na 1948 president-directeur van de Algemene Kunstzijde Unie. Steef was de broer van de vooraanstaande katholieke politicus Josef van Schaik.
- Biografisch Portaal: 32760953
- Parlement.com: vg09lljh08xv